# Consonne fricative éjective post-alvéolaire
Cet article court présente un sujet plus développé dans : consonne post-alvéolaire.
Une consonne fricative éjective post-alvéolaire désigne, en phonétique articulatoire, une consonne de mode d'articulation fricatif, produite avec un flux glottal sortant, dont le lieu d'articulation se situe au niveau de la jonction entre les alvéoles de la mâchoire supérieure et le palais dur. Il en existe plusieurs types distingués par la forme prise par le corps de la langue lors de l'articulation.
| API | Description                                | Exemple | Exemple     | Exemple | Exemple       |
| --- | ------------------------------------------ | ------- | ----------- | ------- | ------------- |
| API | Description                                | Langue  | Orthographe | API     | Signification |
| ʃʼ  | Fricative éjective palato-alvéolaire       |         |             |         |               |
| ɕʼ  | Fricative éjective alvéolo-palatale sourde |         |             |         |               |
| ʂʼ  | Fricative éjective rétroflexe sourde       |         |             |         |               |